# 大定 (陳友諒)
大定（だいてい）は、元末に大漢皇帝を称した陳友諒の私年号。1361年 - 1363年。

## 西暦・干支との対照表
| 大定 | 元年   | 2年    | 3年    |
| 西暦 | 1361年 | 1362年 | 1363年 |
| 干支 | 辛丑   | 壬寅   | 癸卯   |